# Nikolaj Krasnikov
Nikolaj Krasnikov (rusky Николай Олегович Красников, 4. února 1985 Šadrinsk – 16. června 2025 Baškortostán) byl ruský plochodrážní jezdec a dvacetinásobný mistr světa.

## Kariéra
Po třetím místě na mistrovství světa jednotlivců na ledové ploché dráze v roce 2004 získal v letech 2005 až 2012 osm po sobě jdoucích titulů mistra světa jednotlivců. V dubnu 2012 byl jeho soupeřem například český plochodrážník Jan Klatovský. Mezi lety 2004 až 2016 získal s Ruskem dvanáct titulů mistra světa v týmové soutěži. Je považován za jednoho z nejlepších jezdců na ledové ploché dráze všech dob.

## Smrt
Nikolaj Krasnikov zemřel 16. června 2025 ve věku 40 let při dopravní nehodě v Kušnarenkovském okrese v ruském Baškortostánu.